# Siccia interspersa
Siccia interspersa är en fjärilsart som beskrevs av Lucas 1890. Siccia interspersa ingår i släktet Siccia och familjen björnspinnare. Inga underarter finns listade i Catalogue of Life.